# Temporada 1985-1986 del FC Barcelona (femení)

## Desenvolupament de la temporada
Les jugadores queden quartes classificades a la Lliga Catalana. A la Copa Generalitat arriben a la final però la perden als penals.

## Jugadores i cos tècnic

### Plantilla 1985-86
La plantilla i el cos tècnic del primer equip per a l'actual temporada (manca informació) són els següents:
| N. | Pos. | Nac. | Jugador                |
| -- | ---- | --- | ---------------------- |
| —  | DEF  | [[Fitxer:Flag of Catalonia.svg\|23x15px\|border \|alt=Catalunya\|link=Selecció de futbol de Catalunya\|{{#if:\|]] | Adelina Pastor         |
| —  | DEF  | [[Fitxer:Flag of Catalonia.svg\|23x15px\|border \|alt=Catalunya\|link=Selecció de futbol de Catalunya\|{{#if:\|]] | Marta Mestres          |
| —  | DEF  | [[Fitxer:Flag of Catalonia.svg\|23x15px\|border \|alt=Catalunya\|link=Selecció de futbol de Catalunya\|{{#if:\|]] | Enriqueta Pulido       |
| —  | DEF  | [[Fitxer:Flag of Catalonia.svg\|23x15px\|border \|alt=Catalunya\|link=Selecció de futbol de Catalunya\|{{#if:\|]] | Maria Ángeles Navas 1a |
| —  | DAV  | [[Fitxer:Flag of Catalonia.svg\|23x15px\|border \|alt=Catalunya\|link=Selecció de futbol de Catalunya\|{{#if:\|]] | Emilia Ibáñez          |
| —  | DAV  | [[Fitxer:Flag of Andalucía.svg\|23x15px\|border \|alt=Andalusia\|link=Selecció de futbol d'Andalusia\|{{#if:\|]]  | Lucía Ruiz             |
| —  |      | [[Fitxer:Flag placeholder.svg\|23x15px\| \|alt=\|link=Selecció de futbol\|{{#if:\|]]                              | Isabel                 |
| —  |      | [[Fitxer:Flag placeholder.svg\|23x15px\| \|alt=\|link=Selecció de futbol\|{{#if:\|]]                              | Esther I               |

| N. | Pos. | Nac.                                                                                 | Jugador   |
| -- | ---- | ------------------------------------------------------------------------------------ | --------- |
| —  |      | [[Fitxer:Flag placeholder.svg\|23x15px\| \|alt=\|link=Selecció de futbol\|{{#if:\|]] | Esther II |
| —  |      | [[Fitxer:Flag placeholder.svg\|23x15px\| \|alt=\|link=Selecció de futbol\|{{#if:\|]] | Inés      |
| —  |      | [[Fitxer:Flag placeholder.svg\|23x15px\| \|alt=\|link=Selecció de futbol\|{{#if:\|]] | Patri     |
| —  |      | [[Fitxer:Flag placeholder.svg\|23x15px\| \|alt=\|link=Selecció de futbol\|{{#if:\|]] | Inma I    |
| —  |      | [[Fitxer:Flag placeholder.svg\|23x15px\| \|alt=\|link=Selecció de futbol\|{{#if:\|]] | Inma II   |
| —  |      | [[Fitxer:Flag placeholder.svg\|23x15px\| \|alt=\|link=Selecció de futbol\|{{#if:\|]] | Nuri      |
| —  |      | [[Fitxer:Flag placeholder.svg\|23x15px\| \|alt=\|link=Selecció de futbol\|{{#if:\|]] | Lourdes   |

### Cos tècnic 1985-86
- Entrenador: Joan Miró i Núria Llansà

## Partits

### Lliga catalana
| 22 Setembre 1985 | Club Femení Barcelona   | 1–1 | Cosmos        |  |  |
| Jornada 1        | Nuria Rabanal (2a part) |     | Ana (1a part) |  |  |

| 29 Setembre 1985 | Reial Club Deportiu Espanyol (femení) | 2–1 | Club Femení Barcelona |                       |  |
| Jornada 2        |                                       |     |                       | Instal·lacions Seat · |  |

| (6?) Octubre 1985 | Club Femení Barcelona | 1–4 | Sant Adrià |  |  |
| Jornada 3         |                       |     |            |  |  |

| (13?) Octubre 1985 | Llefià | 0–1 | Club Femení Barcelona |  |  |
| Jornada 4          |        |     |                       |  |  |

| (20?) Octubre 1985 | Club Femení Barcelona | 0–2 | Athenas | Barcelona     |  |
| 10:00 Jornada 5    |                       |     |         | Mini Estadi · |  |

| 26 Octubre 1985 | Argentona | 0–10 | Club Femení Barcelona | Argentona |  |
| 16:00 Jornada 6 |           |      |                       |           |  |

| 3 Novembre 1985 | Club Femení Barcelona | 4–1 | FF Catalunya | Barcelona     |  |
| 10:00 Jornada 7 |                       |     |              | Mini Estadi · |  |

| 10 Novembre 1985 | FF Vallès Occidental | segurament 3-0 | Club Femení Barcelona | Sabadell  |  |
| 12:00 Jornada 8  |                      | Informe        |                       | Lepanto · |  |

| (17?) Novembre 1985 | Club Femení Barcelona | 3–3 | Centre d'Esports Sabadell Futbol Club (femení) | Barcelona     |  |
| Jornada 9           |                       |     |                                                | Mini Estadi · |  |

| (24?) Novembre 1985 | Balaguer | 1–7 | Club Femení Barcelona |  |  |
| Jornada 10          |          |     |                       |  |  |

| 1 Desembre 1985 | Club Femení Barcelona | Descans | — |  |  |
| Jornada 11      |                       |         |   |  |  |

| 7 Desembre 1985  | Club Femení Barcelona | 30–0 Una font diu 30-0, una altre 3-0, pel nombre fonal de gols seria 30-0 | Bemen 3 | Barcelona     |  |
| 18:30 Jornada 12 |                       |                                                                            |         | Mini Estadi · |  |

| 15 Desembre 1985 | Penya Barcelonista Barcilona | 1–1 | Club Femení Barcelona | Molins de Rei |  |
| 15:45 Jornada 13 |                              |     |                       | Incresa ·     |  |

| 29 Desembre 1985 | Cosmos | 0–1 | Club Femení Barcelona | Barcelona |  |
| 12:00 Jornada 14 |        |     |                       | Maresma · |  |

| 4 Gener 1986     | Club Femení Barcelona   | 1–1 | Reial Club Deportiu Espanyol (femení) | Barcelona                      |  |
| 19:00 Jornada 15 | Ma. Ángeles Navas (65') |     | Kety Pulido (15' p.p.)                | Mini Estadi · Cuenca Ordóñez · |  |

| 12 Gener 1986    | Sant Adrià  | 1–2 | Club Femení Barcelona | Barcelona                              |  |
| 19:00 Jornada 16 | A. Belmonte |     | Ma. A. Navas          | Sant Gabriel · Rafael Alcaraz Sapiña · |  |

| 18 Gener 1986    | Club Femení Barcelona | 5–1 | Llefià | Barcelona     |  |
| 19:00 Jornada 17 |                       |     |        | Mini Estadi · |  |

| 26 Gener 1986    | FF Athenas | 1–1 | Club Femení Barcelona |                |  |
| 14:00 Jornada 18 |            |     |                       | Can Caralieu · |  |

| 1 Febrer 1986 | Club Femení Barcelona | 15–0 | Argentona | Barcelona     |  |
| Jornada 19    |                       |      |           | Mini Estadi · |  |

| 8 Febrer 1986    | FF Catalunya | 3–1 | Club Femení Barcelona | Sant Adrià de Besòs |  |
| 18:00 Jornada 20 |              |     |                       | Marina ·            |  |

| 15 Febrer 1986   | Club Femení Barcelona | 2–1 | FF Vallès Occidental | Barcelona     |  |
| 19:00 Jornada 21 |                       |     |                      | Mini Estadi · |  |

| 2 Març 1986      | Centre d'Esports Sabadell Futbol Club (femení) | 3–4 | Club Femení Barcelona | Sabadell             |  |
| 13:15 Jornada 22 |                                                |     |                       | Marinales Herraona · |  |

| 9 Març 1986      | Club Femení Barcelona | segurament 3-0 | Balaguer | Barcelona |  |
| 10:30 Jornada 23 |                       |                |          |           |  |

| 16 Març 1986 | — | Descans | Club Femení Barcelona |  |  |
| Jornada 24   |   |         |                       |  |  |

| 23 Març 1986     | Bemen 3 | 0–14 | Club Femení Barcelona | Barcelona        |  |
| 12:00 Jornada 25 |         |      |                       | Camp 4, Mundet · |  |

| 6 Abril 1986 13 Abril 1986 Ajornat per jugadores amb la selecció espanyola | Club Femení Barcelona | 1–0 | Penya Barcelonista Barcilona | Barcelona     |  |
| 12:00 Jornada 26                                                           |                       |     |                              | Mini Estadi · |  |

### Copa Generalitat
| 19 Abril 1986    | Reial Club Deportiu Espanyol (femení) | 0–0 | Club Femení Barcelona | Barcelona             |  |
| 20:30 1/16 anada |                                       |     |                       | Instal·lacions Seat · |  |

| 1 Maig 1986        | Club Femení Barcelona | 2–1 | Reial Club Deportiu Espanyol (femení) | Barcelona |  |
| 12:00 1/16 tornada |                       |     |                                       |           |  |

| 11 Maig 1986    | FF Vallès Occidental | 2–2 | Club Femení Barcelona |  |  |
| 1/4 final anada |                      |     |                       |  |  |

| 25 Maig 1986 | Club Femení Barcelona | 1–1 Victòria als penals | FF Vallès Occidental |  |  |
| 1/4 tornada  |                       |                         |                      |  |  |

| 15 Juny 1986          | Club Femení Barcelona | 2–2 | Centre d'Esports Sabadell Futbol Club (femení) | Barcelona     |  |
| 10:00 Semifinal anada |                       |     |                                                | Mini Estadi · |  |

| (21?) Juny 1986   | Centre d'Esports Sabadell Futbol Club (femení) | 1–7 | Club Femení Barcelona                                       |          |  |
| Semifinal tornada | Ma. A. Parejo                                  |     | Emilia Ibáñez x3, Ma. A. Navas x2, I. Romero, i gol en p.p. | Inglés · |  |

| 5 Juliol 1986                         | Club Femení Barcelona                 | 1–1 (3-4 als penals) | FF Athenas                   | Barcelona                    |                              |
| 18:00 Final                           | Nuri (27')                            |                      | Ana (80')                    | Feliu i Codina ·             |                              |
|                                       |                                       | Tanda de penals      |                              |                              |                              |
| Marta Mestres, Emilia Ibáñez, Lourdes | Marta Mestres, Emilia Ibáñez, Lourdes | 3–4                  | Luisa, Paqui, Conchi, Silvia | Luisa, Paqui, Conchi, Silvia | Luisa, Paqui, Conchi, Silvia |

### Amistosos
| 1 Novembre 1985 | Selecció Catalana                           | 3–0 | Club Femení Barcelona | Barcelona        |  |
| 12:00           | R. Oller (55' p.), Ma. A. Parejo (59', 76') |     |                       | Feliu i Codina · |  |

| 26 Desembre 1985                 | Reial Club Deportiu Espanyol (femení) | 1–1, 5-4 als penals | Club Femení Barcelona | Barcelona        |  |
| 12:00 Tradicional Derbi de Nadal |                                       |                     |                       | Feliu i Codina · |  |
|                                  |                                       | Tanda de penals     |                       |                  |  |
|                                  |                                       | 5–4                 |                       |                  |  |